# The Lost World: Jurassic Park
The Lost World: Jurassic Park er en amerikansk science fiction film fra 1997, instrueret af Steven Spielberg og baseret på en roman af Michael Crichton.

## Medvirkende
- Compsognathus
- Gallimimus
- Mamenchisaurus
- Pachycephalosaurus
- Parasaurolophus
- Pteranodon
- Stegosaurus
- Triceratops
- Tyrannosaurus
- Velociraptor